# Creed Live
Creed Live – pierwsze oficjalne koncertowe DVD zespołu Creed wydane 8 grudnia 2009 w wersji podstawowej oraz w 2010 roku w edycji Deluxe, nagrane 25 września 2009 podczas koncertu w Houston, Texas. Występ pobił światowy rekord Guinnessa w ilości kamer użytych do jego zarejestrowania (239).

## Lista utworów
1. „Bullets”
2. „Overcome”
3. „My Own Prison”
4. „Say I”
5. „Never Die”
6. „Torn”
7. „A Thousand Faces”
8. „What If”
9. „Unforgiven”
10. „Are You Ready?”
11. „What’s This Life For”
12. „Faceless Man”
13. „With Arms Wide Open”
14. „My Sacrifice”
15. „One”
16. „One Last Breath”
17. „Higher”

## Twórcy
- Scott Stapp – wokal prowadzący
- Mark Tremonti – gitara prowadząca, wokal wspierający
- Brian Marshall – gitara basowa
- Scott Phillips – perkusja
- Eric Friedmann – gitara rytmiczna, wokal wspierający, instrumenty klawiszowe